# BPS22
 (août 2023).
Le BPS22 est le musée d'art de la province de Hainaut. Il est situé à Charleroi dans un édifice industriel de verre et de fer, classé monument historique par la Région wallonne, et présente une surface d'exposition d'environ 2 500 m2. Le lieu a été choisi pour accueillir la collection de la Province de Hainaut mais aussi toutes les formes artistiques, belges ou étrangères, qui vivifient la création actuelle. Le BPS22 programme ainsi des expositions mais accueille également des expérimentations plus événementielles, réunissant différentes disciplines artistiques (musique, théâtre, danse, etc.) qui créent des liens avec les arts plastiques.

## Histoire du bâtiment
Le bâtiment néoclassique où est hébergé le BPS22 fut dessiné par Gabriel Devreux (1886-1917) comme Palais de l'Art wallon pour l'exposition de Charleroi de 1911. Il se compose d'un portique d'entrée surmonté d'un fronton courbe. Flanqué de part et d'autre d'un corps à verrière centrale de type bâtiment industriel, chacun d'eux encadré de baies serliennes.

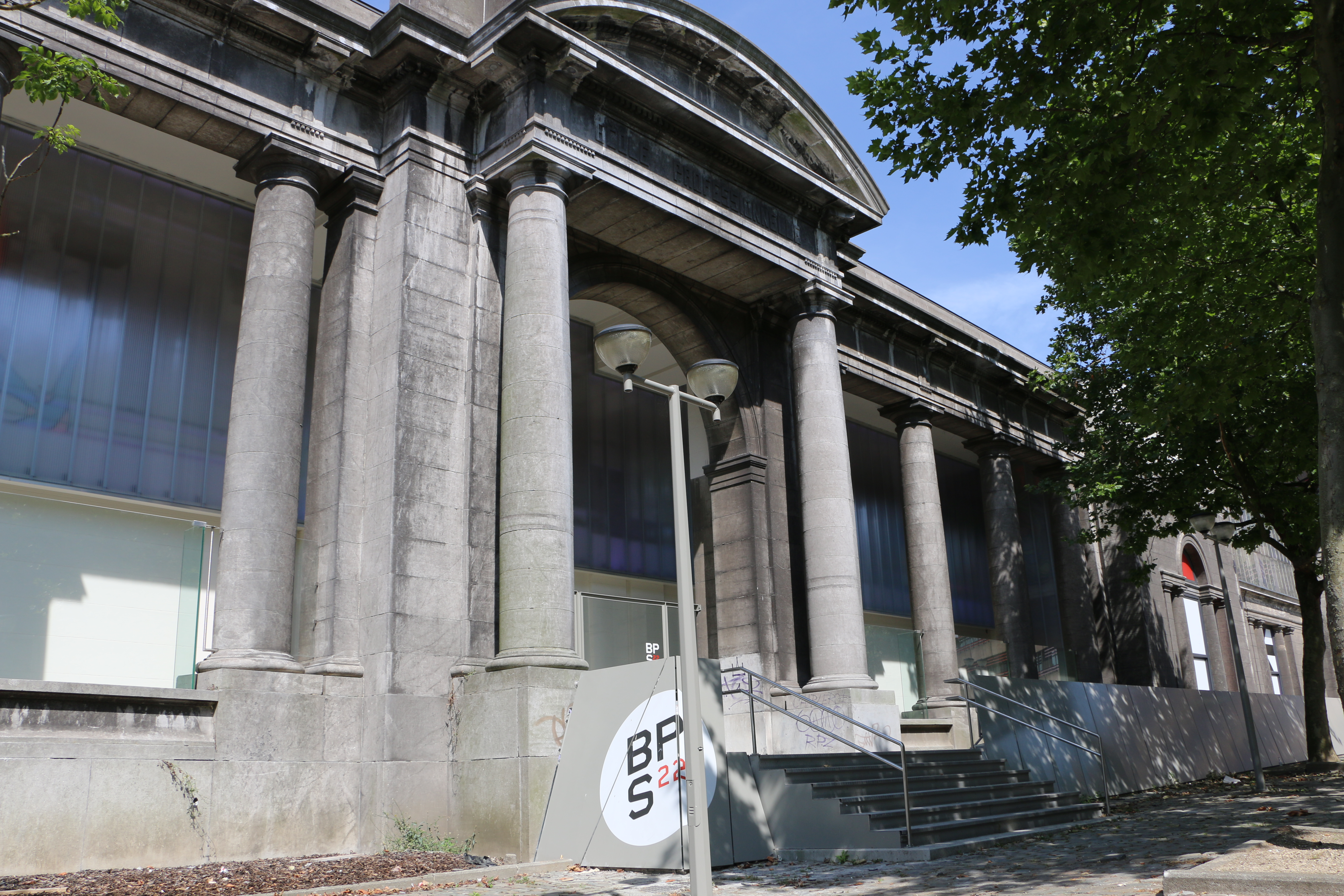
Portique et rampe d'accès au Musée en 2016.
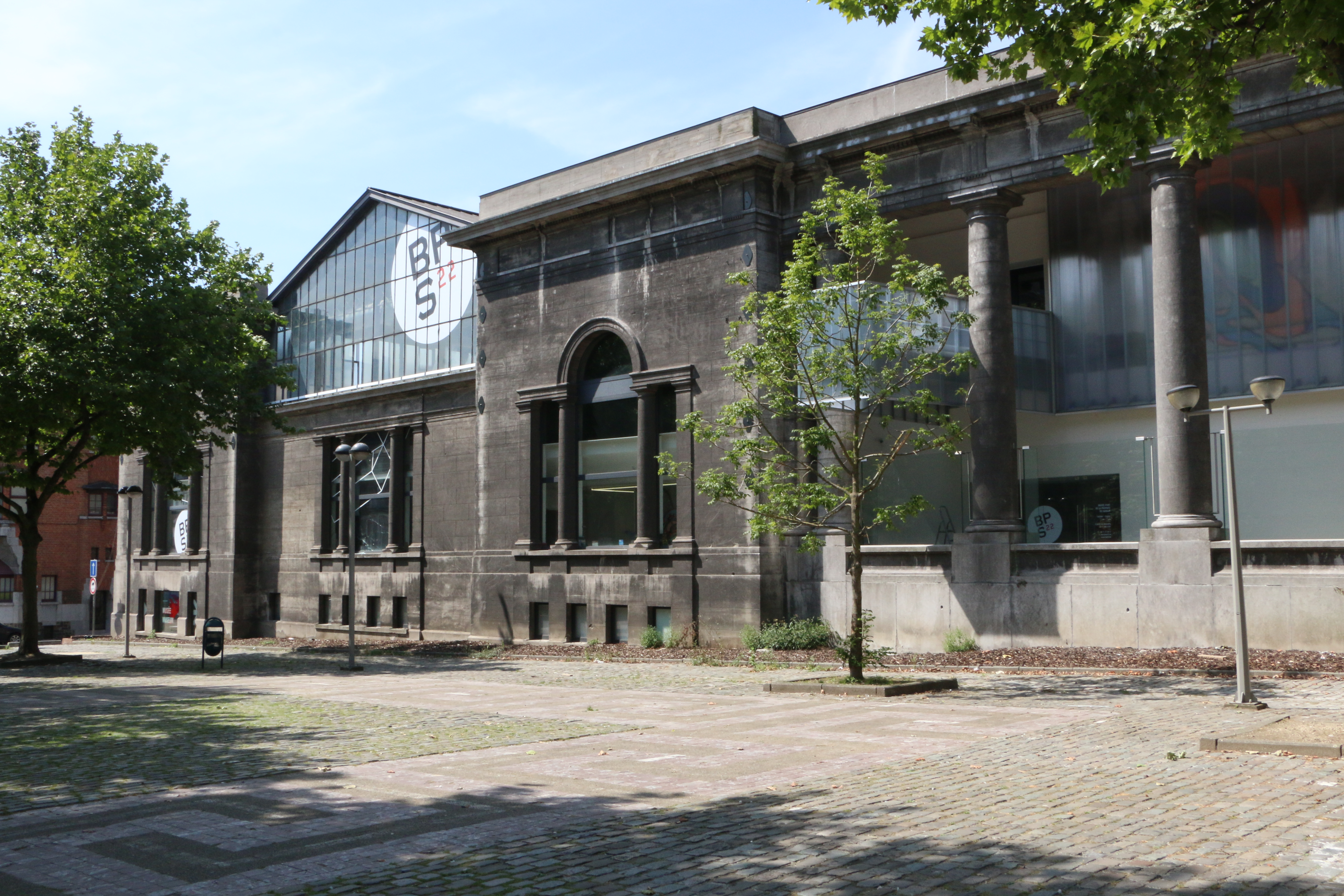
Verrière et serliennes depuis le piétonnier Solvay.
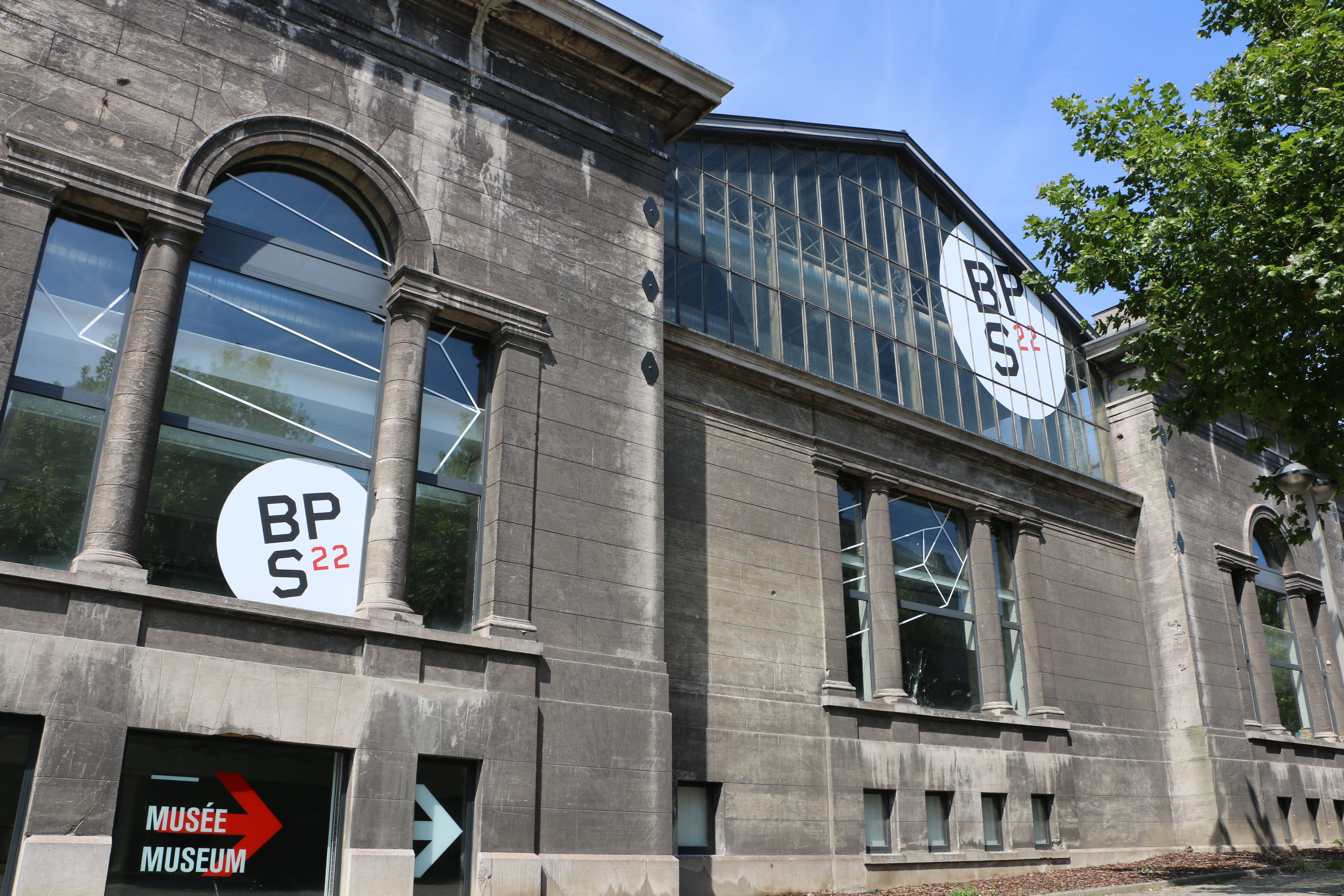
Verrière et serliennes.

Lors de l'exposition de 1911, le bâtiment abrite deux salons, répartis en vingt-quatre salles, celui des Arts anciens du Hainaut et celui d'Art moderne. Parmi les œuvres anciennes, il y a entre autres celles de Hugo d'Oignies, Roger de la Pasture, Jacques Du Brœucq, Joachim Patenier et Watteau pour les plus anciens. François-Joseph Navez, Jean-Baptiste Carpeaux et Constantin Meunier pour les plus récents.
Le Salon d'Art moderne était accessible à tous les artistes belges, avec une préférence pour la Wallonie. Trois artistes seront particulièrement mis à l'honneur. La peintre Anna Boch, le sculpteur Victor Rousseau et le graveur Auguste Danse. Parmi les jeunes artistes se trouve le peintre Pierre Paulus.
« L'engouement suscité par cette manifestation d'envergure a été tel qu'il a permis l'émancipation de cette classe [ouvrière] jusque-là hermétique à tout mouvement d'art ».
Après l'exposition, comme prévu, l'immeuble accueille les ateliers de machines-outils de l'Université du Travail, école d'enseignement technique de la province de Hainaut inaugurée le 28 mai, lors de l'exposition. Le bâtiment sera aussi appelé bâtiment provincial Solvay. Fin du XXe siècle, le bâtiment était devenu un entrepôt quand nait le projet d'y installer un espace d'art contemporain avec une mission d'éducation permanente.
Cette construction ainsi que le bâtiment Gramme construit en 1907 par Albert et Alexis Dumont qui se trouve en face, sont classés depuis le 16 juin 2004. Ce classement est accompagné de l'établissement d'une zone de protection englobant le bâtiment administratif et bibliothèque de l'Université du Travail.
En projet depuis 2006, des travaux de transformation débuté en février 2014 et terminé en mai 2015 font passer les surfaces d’exposition de 1 000 à 2 500 m2.
La façade étant classée, les modifications sur celles-ci sont limitées et consistent en une mise en place d'un balcon saillant, une rampe d'accès pour les personnes à mobilité réduite ainsi qu'une excroissance à l'angle non classé de la rue Fagnard et la rue du Mambourg où se situe désormais l'entrée aux bureaux.
Une nouvelle entrée principale dirige les visiteurs vers deux ailes. D'un côté, la grande halle industrielle vitrée qui abrite les expositions depuis 2000 ; de l'autre, une « white box » —la salle Pierre Dupont— de 800 m2. Le musée comportent également des petites salles d'expositions, locaux administratifs, salle de réunions et un centre de documentation.

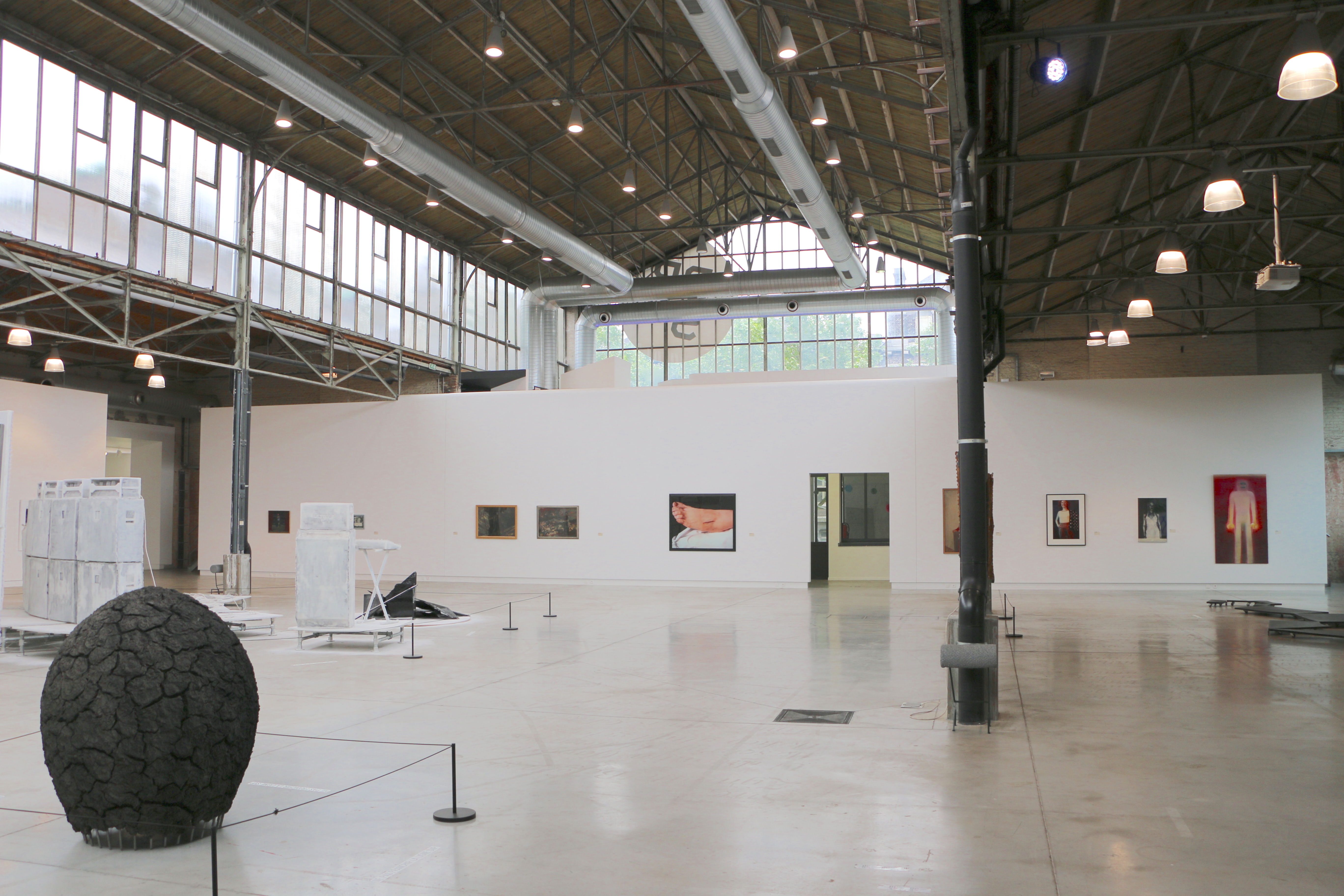
Vue de la Grande halle lors de l'exposition « Uchronies » en 2016.
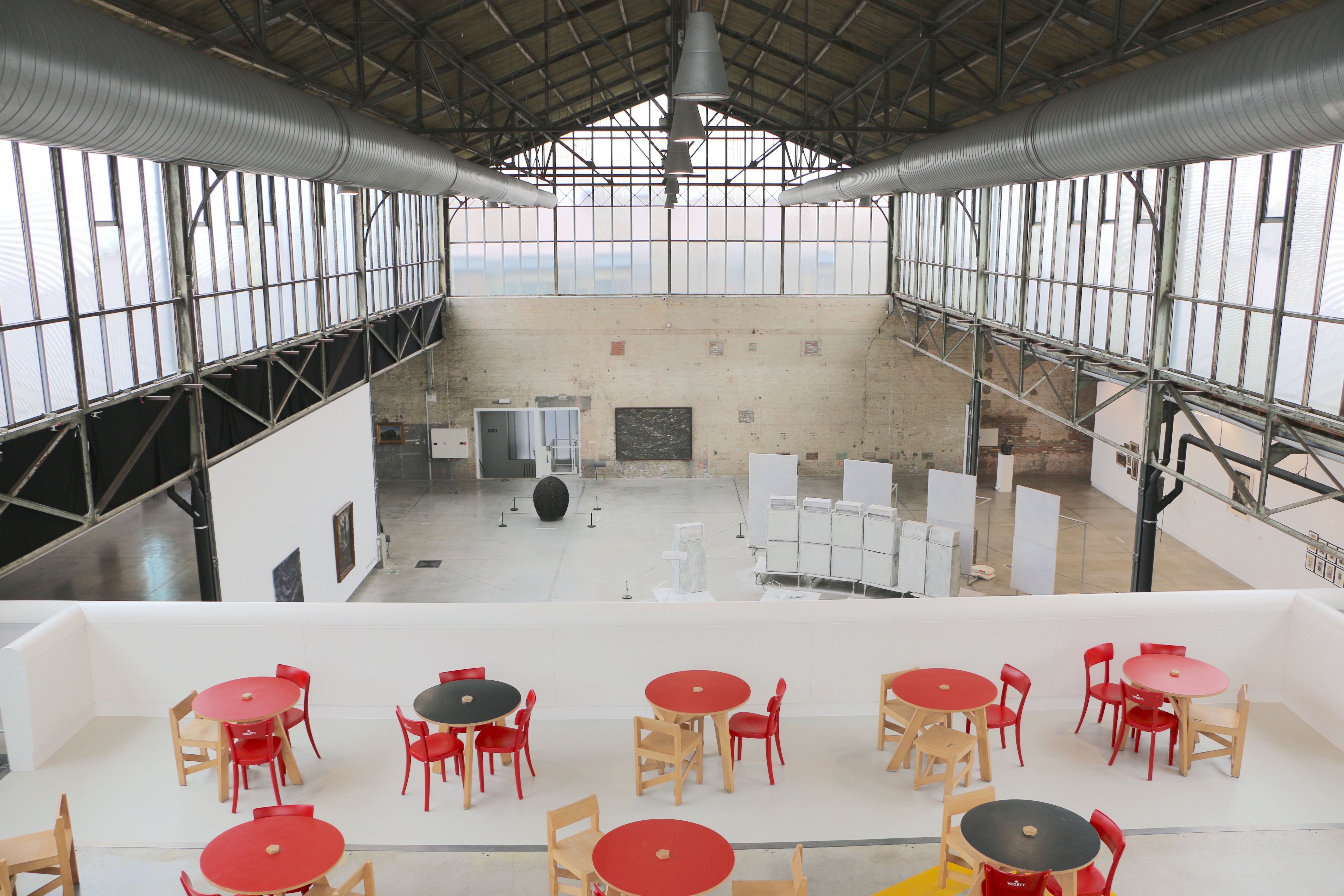
Grande halle, vue depuis le bar (exposition « Uchronies »).
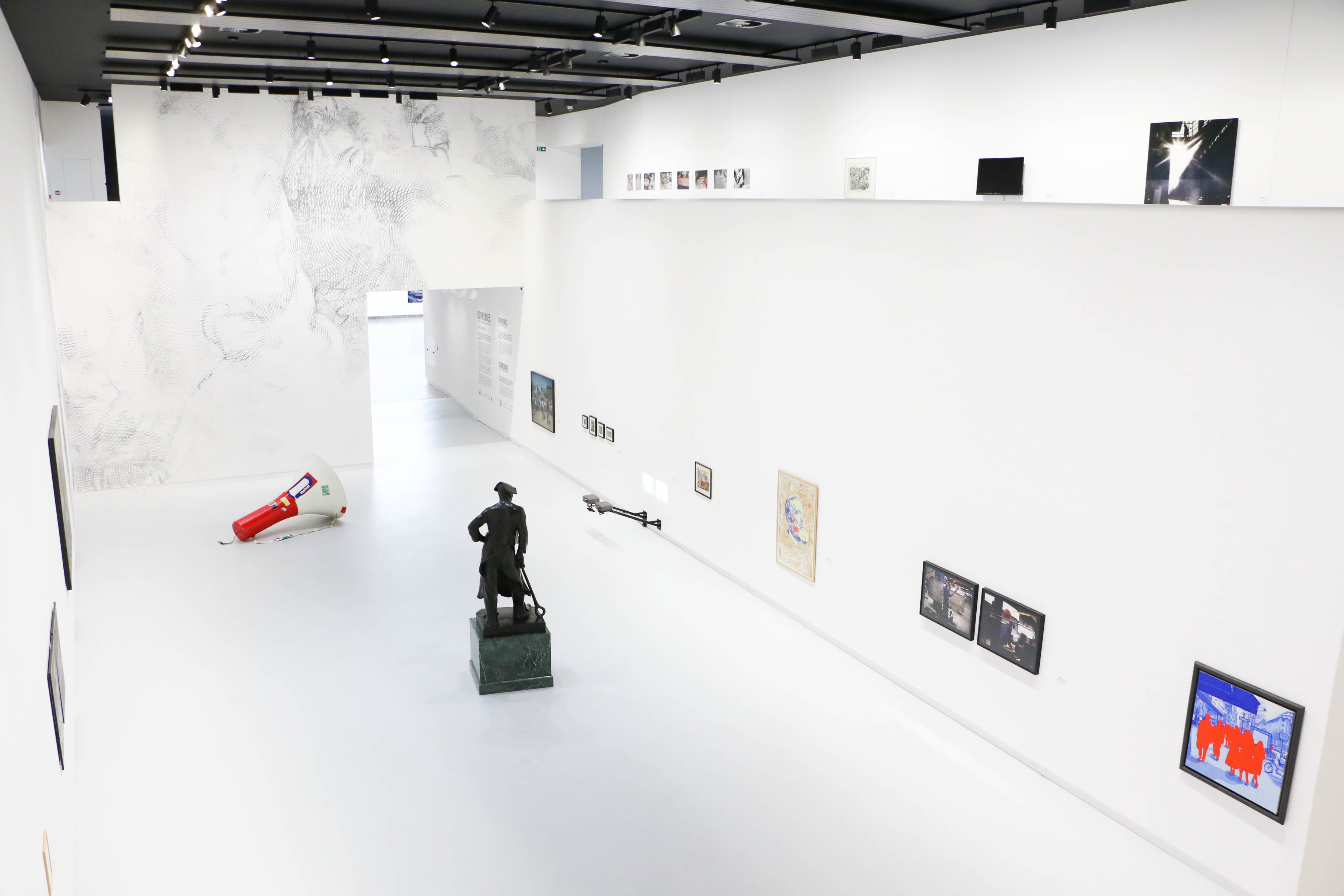
Vue de la salle Pierre Dupont (exposition « Uchronies »).
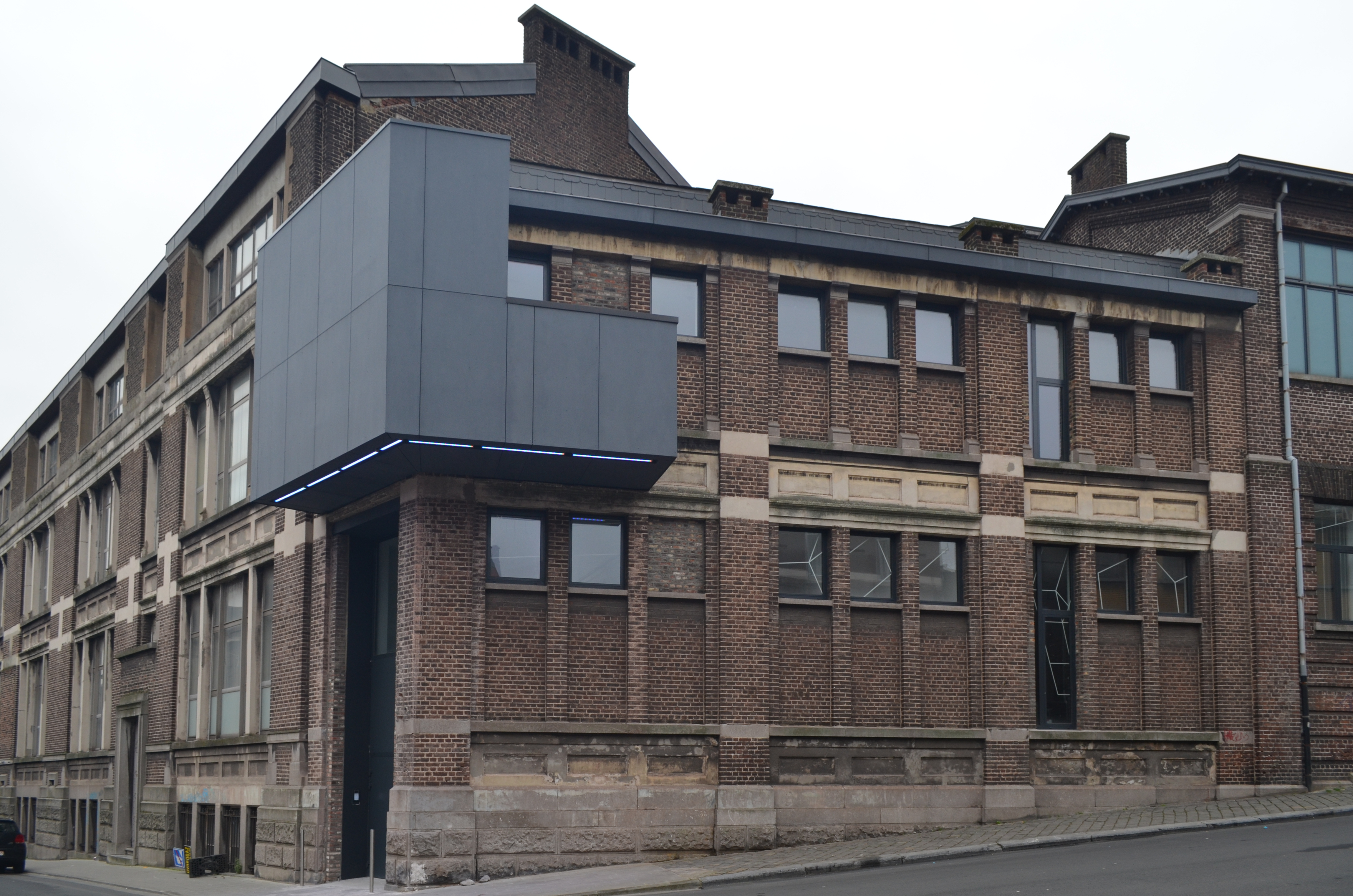
Entrée des bureaux et balcon de la résidence d'artiste.
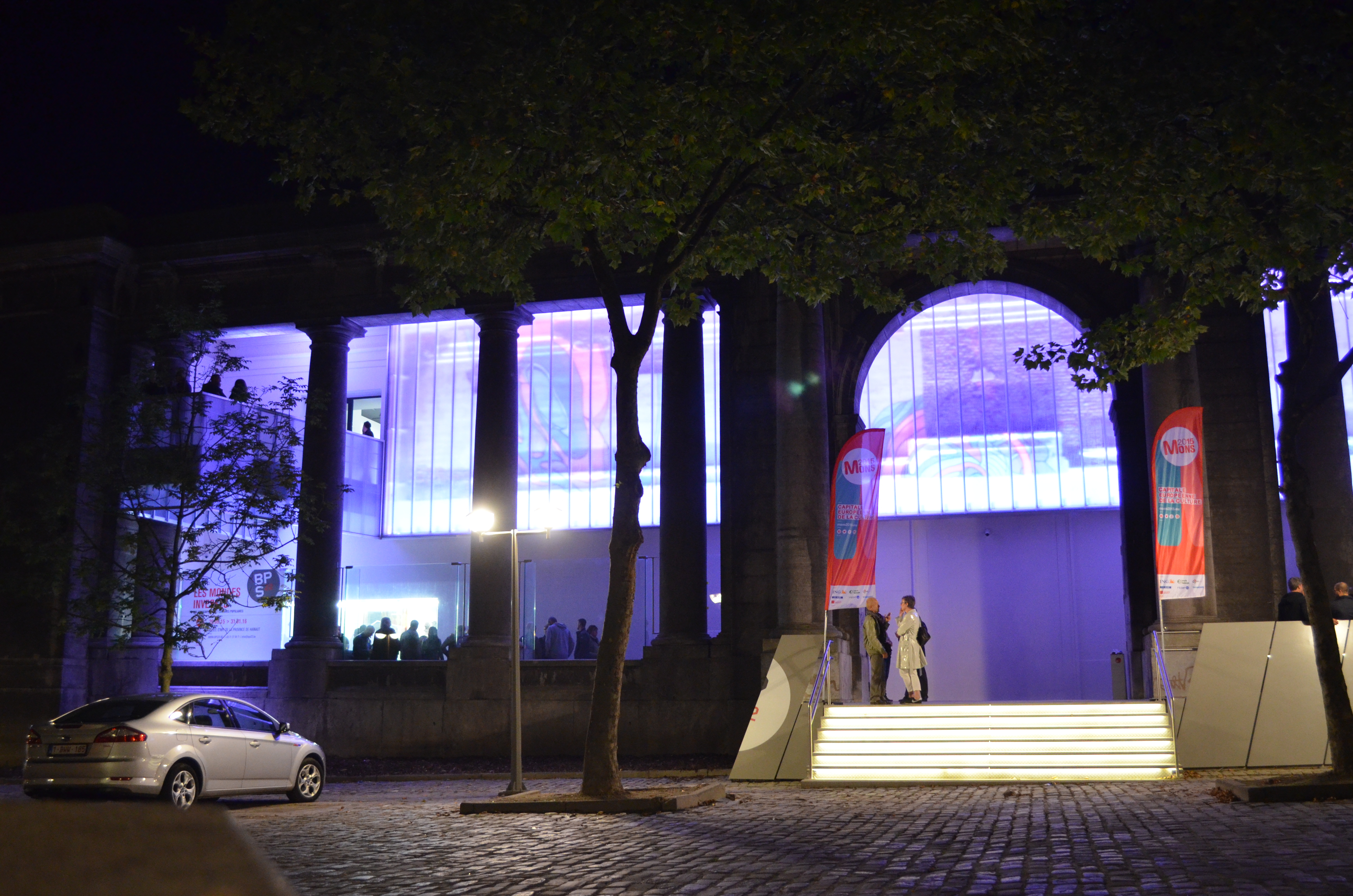
Entrée principale de nuit.

## Expositions

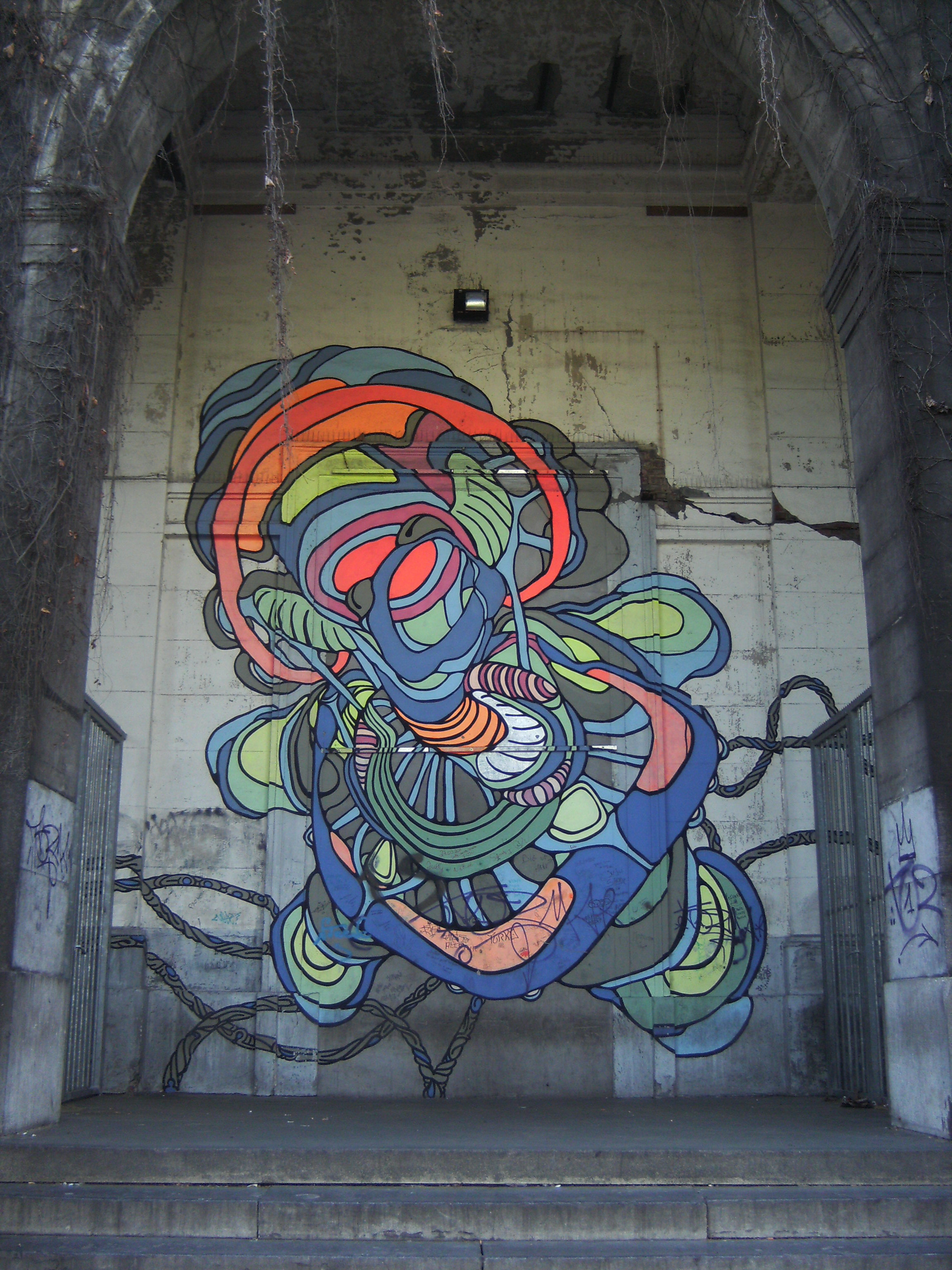
Jean-Luc Moerman, « Hybride polydirectionnel à usages multiples » (peinture murale permanente).

Depuis 2000, le BPS22 propose un programme d’expositions d’art actuel essentiellement centré sur les questions de société.
En 2002, Patrick Everaert invitait le spectateur à remettre en question le pouvoir de l’image via ses photographies retouchées.
« Next Flag » (2003), visait à montrer une Afrique différente de celle façonnée par les clichés attribués à ce continent.
Jota Castro (2005) mettait en évidence plusieurs thèmes d’actualité en les présentant sous un angle nouveau.
En 2006 Johan Muyle nous invitait à réfléchir à nos rapports au monde et aux autres.
En 2007, Kendell Geers questionnait nos perceptions des images, des symboles, des représentations auxquels nous sommes confrontés. La même année, l'exposition « Accords Excentriques », constituée essentiellement d'œuvres de la collection du Fonds départemental de l'Essonne, explore les liens entre arts visuels et musique.

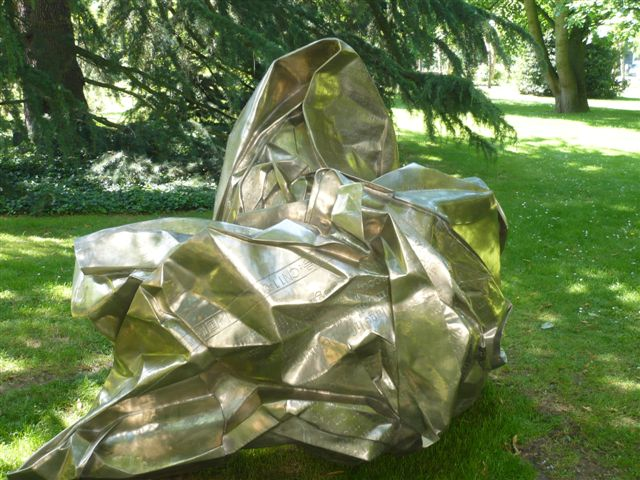
Wang Du, « China Daily ».

Wang Du (2008) proposait une remise en question des médias qui peuplent notre quotidien, Jean-Luc Moerman (2008) offrait aux visiteurs un focus sur les cultures urbaines,.
Frédéric Lefever (2009) proposait un travail photographique focalisé sur les constructions collectives ou individuelles et, en 2010, l’exposition « One Shot ! » abordait et interrogeait le football et ses connexions.
En 2010 également, le BPS22 accueillait « Mexico : esperado/inesperado ». Une sélection de la collection du couple Isabel et Agustín Coppel et explorait l’art mexicain en soulignant ses liens avec ses précurseurs historiques et la production artistique actuelle dans d’autres pays.
En 2011, place à l’exposition « Europunk » en collaboration avec la Villa Médicis qui retrace la culture visuelle punk en Europe depuis son apparition fin des années 1960 en Angleterre. Réunissant plus de 550 objets, « Europunk » donne à voir les nouvelles formes artistiques développées au plus fort du mouvement et en parallèle à la musique punk : vêtements, fanzines, pochettes de disques, dessins, collages, tracts, affiches, films, etc.
Si le mouvement punk a étonné et scandalisé des millions de personnes, l’exposition montre comment, avec chacune de leurs images, les artistes de l’époque ont tenté de changer le monde, comme l’impact qu’ils ont eu —et ont toujours— sur nombre de créateurs.

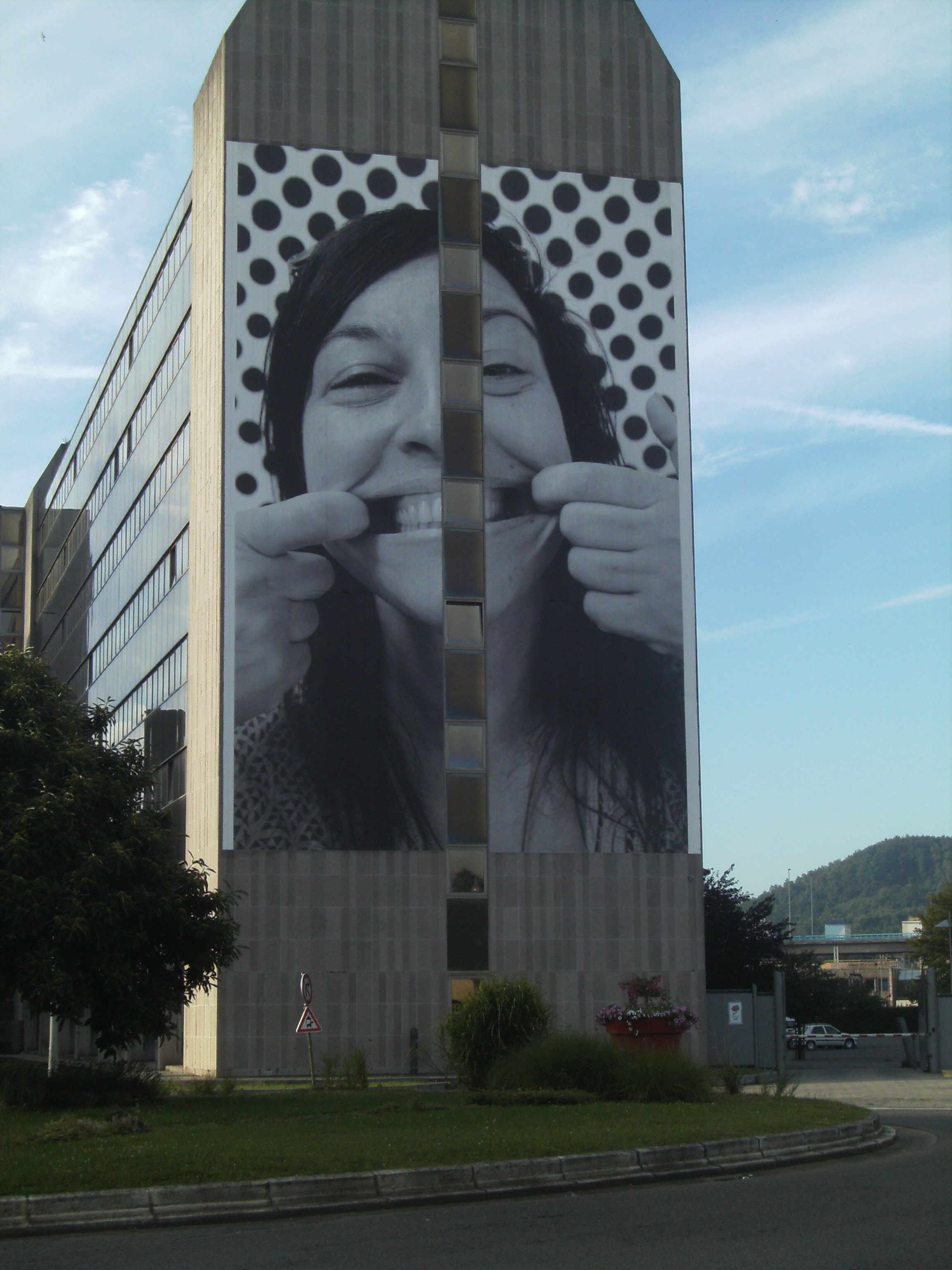
Asphalte#0 - Photo apposée sur la façade du ministère des finances à Charleroi.

En 2012, le BPS22 met en place une biennale d'art urbain baptisée « Asphalte ». Un numéro zéro prend part au programme « Inside Out » conçu par l'artiste de rue JR. Le scénario choisi est « Smile! » (souris) avec comme ambition de contrecarrer le climat de morosité lié à la crise. Quelque 750 carolos se font photographier et leurs portraits sont affichés partout en ville.
Fin de la même année, en collaboration avec le Bozar de Bruxelles, dans le cadre de « Daba Maroc », le BPS22 présente « Intranquilités », les œuvres de trois artistes marocains : Mounir Fatmi, Mohammed El Baz et Charif Benhelima.
En 2013, Charif Benhelima, photographe, revient seul pour une exposition « The Allochtoon ». Ce belge de père marocain y présente un dispositif présentant ce qu’il considère comme le fil rouge de sa vie, sa quête identitaire.
En quelques années, le BPS22 est devenu un lieu important de l’art contemporain en Belgique et à l’étranger. Sa programmation, réservée aussi bien aux artistes belges qu’internationaux, fait la part belles à des œuvres souvent montrées pour la première fois en Belgique, notamment grâce à une politique de partenariats avec des institutions internationales (Mac (Lyon), Palais de Tokyo (Paris), Baltic Art Center (Gateshead), etc.) et de soutien aux artistes via la production de nouvelles œuvres lors de chaque projet d’exposition. Les principes muséologiques mis en œuvre ont par ailleurs largement contribué au développement du lieu.
Ceux-ci ont été inspirés par la flexibilité du plateau de danse, plus conforme aux besoins de la création contemporaine. L’espace d’exposition est donc entièrement modulable : d’une fois à l’autre, le lieu est transfiguré.

## Acteur social
Lors de chaque exposition, le BPS22 propose des programmes pédagogiques spécifiques à l'attention des publics scolaires et des milieux associatifs.
C'est pourquoi, quand début 2011, la survie du BPS22 semblait menacée, le Comité de quartier de Charleroi Ville-Haute organisa une pétition de soutien pour le maintien de l'acteur culturel et social,.

## Accès
Descendre à la station de métro : Palais ou Waterloo.